# Ornament strigilowy

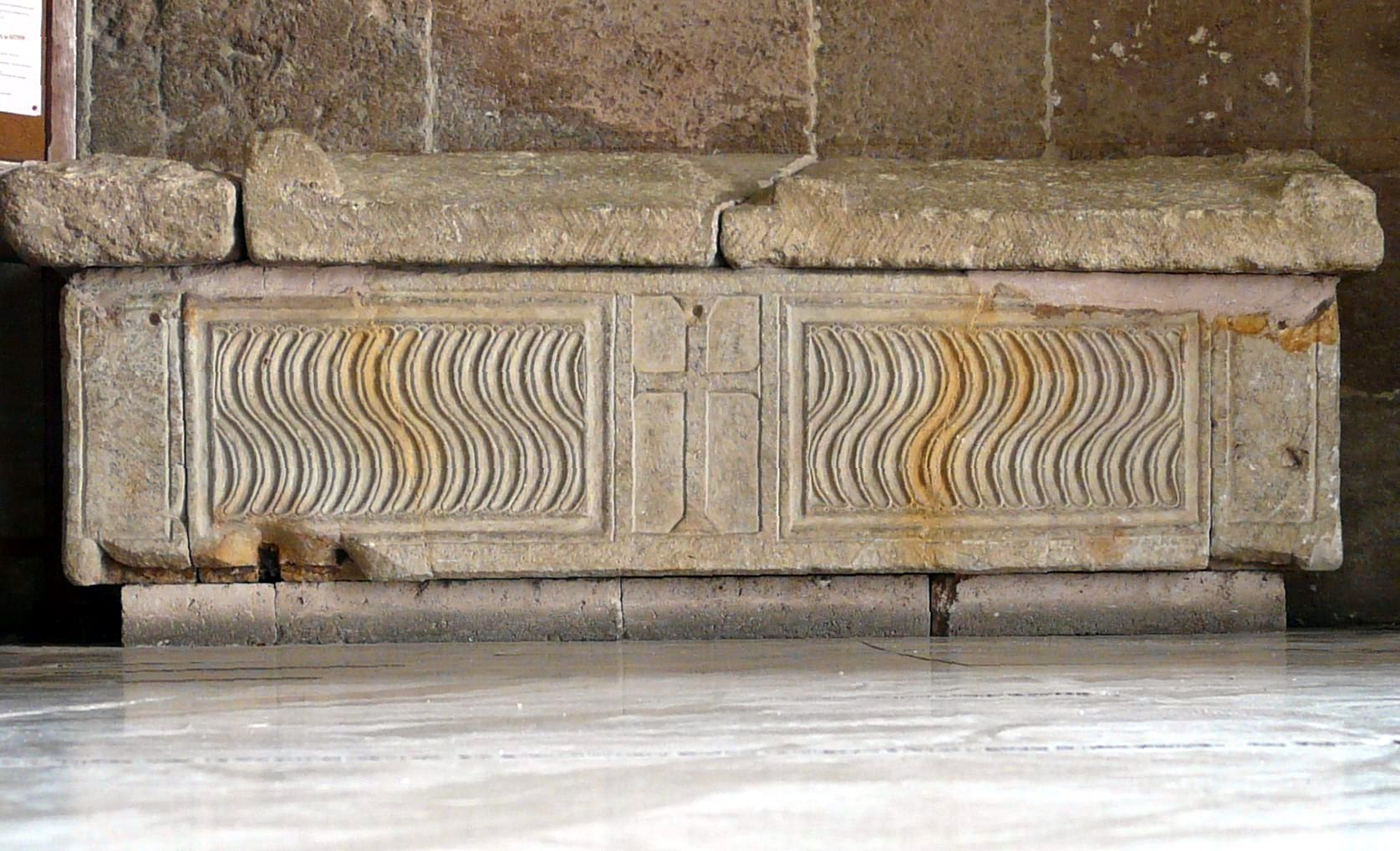
Sarkofag z marmuru kararyjskiego dekorowany strigilami (kon. IV/pocz. V wieku n.e.)

Ornament strigilowy – rodzaj ornamentu architektonicznego w postaci powtarzającego się rytmicznie motywu antycznej skrobaczki – strygili. Występował na rzymskich wannach, sarkofagach, trzonach kolumn, pilastrach, wazach oraz na wczesnochrześcijańskich sarkofagach.